# 赵爵
赵爵（?—?），战国时期赵国的官员。
前306年（周赧王九年、赵武灵王二十年、中山王𫲨𧊒四年、齐宣王十四年、魏襄王十三年、韩襄王六年、秦昭襄王元年、楚怀王二十三年），赵武灵王进攻中山国，兵至宁葭（今河北省石家庄市西北）；向西攻打胡人土地，直至榆中（今内蒙古自治区东胜县一带）。林胡王向赵国献马。回军，派楼缓出使秦国，仇液出使韩国，王贲出使楚国，富丁出使魏国，赵爵出使齐国；命代相赵固主持胡人事务，召集胡兵。
赵爵和王贲都没有其他事迹记载，王贲与秦国王贲是同名同姓的两个人。